# 桥南街道 (佳木斯市)
桥南街道，是中华人民共和国黑龙江省佳木斯市向阳区下辖的一个乡镇级行政单位。佳政函【2016】29号文件曾将桥南街道撤销，各社区由向阳区直辖。2020年3月，佳木斯市民政局决定恢复设立桥南街道。

## 行政区划
桥南街道下辖以下地区：
天富社区、南义兴社区、万达社区、佳丰社区、行知社区和良知社区。